# Copa Heineken 2012–13
A Copa Heineken 2012-13 foi a XVIII edição da Copa Europeia de Rugby o principal campeonato europeu de clubes de rugby terá início no dia 12 de outubro, reunindo 24 clubes das seis grandes potências do rugby europeu. A final foi disputada no dia 18 de maio de 2013, em Aviva Stadium, Dublin, Irlanda.

## Fórmula
Participam da Copa Europeia de Rugby 24 equipes, que foram divididas em 6 grupos com 4 equipes cada, e cada time enfrenta os demais de seu grupo em turno e returno. Os campeões e os 2 melhores vices entre todos os grupos se classificam às quartas-de-final. O 3º, o 4º e o 5º melhores vices ganham como prêmio de consolação vagas nas quartas-de-final da Amlin Challenge Cup o Copa Desafio Europeu, a segunda competição europeia. Os duelos do mata-mata são decididos em partidas únicas, e as equipes que tiveram as melhores campanhas na fase de grupos têm a vantagem de jogarem em casa.

## Equipes
| Grupo 1                                                        | Grupo 2                                                            | Grupo 3                                                              | Grupo 4                                                                 | Grupo 5                                                         | Grupo 6                                              |
| -------------------------------------------------------------- | ------------------------------------------------------------------ | -------------------------------------------------------------------- | ----------------------------------------------------------------------- | --------------------------------------------------------------- | ---------------------------------------------------- |
| - Saracens - Racing Métro 92 - Munster Rugby - Edinburgh Rugby | - Leicester Tigers - Stade Toulousain - Benetton Treviso - Ospreys | - Harlequin F.C. - Biarritz Olympique - Connacht Rugby - Zebre Rugby | - Northampton Saints - Castres Olympique - Ulster Rugby - Glasgow Rugby | - Exeter Chiefs - Clermont - Leinster Rugby - Llanelli Scarlets | - Sale Sharks - Toulon - Montpellier - Cardiff Blues |

## Fase de grupos
| Vencedores dos grupos, e os dois melhores segundos colocados, avançam para quartas de final.   |
| A terceira, quarta e quinta das melhores segundas colocadas admitidas na Copa Desafio Europeu. |

### Grupo 1
| 13 outubro, 2012 | Edinburgh Rugby | 0 - 45 | Saracens | Murrayfield, Edimburgo             |  |
|                  |                 | Report | Tries: Joel Tomkins 13' Owen Farrell 59' Chris Ashton 65' Alex Goode 68' Charlie Hodgson 75' Conv: Charlie Hodgson Penais: Charlie Hodgson 23' 30' 39' 40' | Público: 6,543 Árbitro: John Lacey |  |

| 13 outubro, 2012 | Racing Métro 92                                                                                          | 22 - 17 | Munster Rugby                                                                                 | Stade de France, Paris               |  |
|                  | Tries: Maxime Machenaud 31' Conv: Olly Barkley Penais: Olly Barkley 18' 38' 50' 76' Mirco Bergamasco 78' | Report  | Tries: Sean Dougall 14' Simon Zebo 71' Conv: Ronan O'Gara Ian Keatley Penais: Ronan O'Gara 8' | Público: 21,102 Árbitro: Greg Garner |  |

| 20 outubro, 2012 | Saracens | 30–13  | Racing Métro 92                                                                                | Estádio Rei Baudouin, Bruxelas       |  |
|                  | Tries: Chris Wyles 21' Steve Borthwick 28' William Fraser 76' Conv: Charlie Hodgson Penais: Charlie Hodgson 8' 36' 58' | Report | Tries: Juan José Imhoff 61' Conv: Fabrice Estebanez Penais: Olly Barkley 1' Gaëtan Germain 69' | Público: 18,212 Árbitro: Nigel Owens |  |

| 21 outubro, 2012 | Munster Rugby | 33–0   | Edinburgh Rugby | Thomond Park , Limerick               |  |
|                  | Tries: Conor Murray 50' Peter O'Mahony 50' Sean Dougall 73' Damien Varley 80' Conv: Ian Keatley Penais: Ian Keatley 3' 23' 56' | Report |                 | Público: 22,146 Árbitro: Wayne Barnes |  |

| 8 dezembro, 2012 | Munster Rugby                           | 15–9   | Saracens                         | Thomond Park , Limerick                 |  |
|                  | Penais: Ronan O'Gara 4' 28' 38' 49' 53' | Report | Penais: Owen Farrell 36' 43' 78' | Público: 25,600 Árbitro: Pascal Gaüzère |  |

| 8 dezembro, 2012 | Racing Métro 92                                                                                  | 19–9   | Edinburgh Rugby                  | Estádio Olímpico Yves-du-Manoir, Colombes |  |
|                  | Tries: Juan José Imhoff 19' Eddy Ben Arous 60' Penais: Olly Barkley 10' 30' Maxime Machenaud 77' | Report | Penais: Greig Laidlaw 1' 39' 65' | Público: 6,873 Árbitro: Peter Fitzgibbon  |  |

| 14 dezembro, 2012 | Edinburgh Rugby           | 3–15   | Racing Métro 92                                       | Murrayfield, Edimburgo                  |  |
|                   | Penais: Piers Francis 28' | Report | Penais: Olly Barkley 4' Gaëtan Germain 7' 53' 61' 68' | Público: 4,598 Árbitro: Dudley Phillips |  |

| 16 dezembro, 2012 | Saracens                                                                         | 19–13  | Munster Rugby                                                           | Vicarage Road, Watford                  |  |
|                   | Tries: David Strettle 20' Conv: Owen Farrell Penais: Owen Farrell 8' 56' 59' 76' | Report | Tries: Doug Howlett 23' Conv: Ronan O'Gara Penais: Ronan O'Gara 16' 50' | Público: 16,223 Árbitro: Pascal Gaüzère |  |

| 12 de janeiro de 2013 | Racing Métro 92                                                                                               | 28–37  | Saracens                                                                                               | Stade de la Beaujoire, Nantes          |  |
|                       | Tries: Luc Ducalcon 6' Juan José Imhoff 16' 20' Conv: Sébastien Descons Penais: Sébastien Descons 25' 29' 56' | Report | Tries: Chris Wyles 45' Conv: Owen Farrell Penais: Owen Farrell 10' 19' 23' 27' 34' 38' 52' 62' 74' 80' | Público: 35,085 Árbitro: Alain Rolland |  |

| 13 de janeiro de 2013 | Edinburgh Rugby                                                          | 17–26 | Munster Rugby                                                                                | Murrayfield, Edinburgo               |  |
|                       | Tries: Dougie Fife 71' 76' Conv: Greig Laidlaw Penais: Greig Laidlaw 32' |       | Tries: Penal try 53' Conor Murray 61' Conv: Ronan O'Gara Penais: Ronan O'Gara 2' 25' 29' 35' | Público: 6,220 Árbitro: Romain Poite |  |

| 20 de janeiro de 2013 | Munster Rugby                                                                    | 29 – 6 | Racing Métro 92                | Thomond Park, Limerick                |  |
|                       | Tries: Conor Murray 24' Simon Zebo 28' 47' 54' Mike Sherry 35' Conv: Ian Keatley | Report | Penais: Gaëtan Germain 12' 31' | Público: 25,600 Árbitro: Wayne Barnes |  |

| 20 de janeiro de 2013 | Saracens | 40 – 7 | Edinburgh Rugby                            | Vicarage Road, Watford                |  |
|                       | Tries: Chris Ashton 26' 45' Matt Stevens 52' Charlie Hodgson 74' Chris Wyles 80' Conv: Owen Farrell Penais: Owen Farrell 9' 14' 21' | Report | Tries: Greig Tonks 31' Conv: Greig Laidlaw | Público: 5,673 Árbitro: Jérôme Garcès |  |

Classificação
| Time         | J | V | E | D | P+  | P-  | P+/- | T+ | T- | 4+ | 7- | Pts |
| ------------ | - | - | - | - | --- | --- | ---- | -- | -- | -- | -- | --- |
| Saracens     | 6 | 5 | 0 | 1 | 180 | 76  | +104 | 15 | 6  | 2  | 1  | 23  |
| Munster      | 6 | 4 | 0 | 2 | 133 | 73  | +60  | 14 | 4  | 2  | 2  | 20  |
| Racing Métro | 6 | 3 | 0 | 3 | 103 | 125 | −22  | 7  | 11 | 0  | 0  | 12  |
| Edinburgh    | 6 | 0 | 0 | 6 | 36  | 178 | −142 | 3  | 18 | 0  | 0  | 0   |

### Grupo 2
| 12 outubro, 2012 | Ospreys | 38 – 17 | Benetton Treviso                                                                               | Liberty Stadium, Swansea              |  |
|                  | Tries: Eli Walker 19' Hanno Dirksen 44' 72' Ashley Beck 80' Conv: Dan Biggar Penais: Dan Biggar 3' 7' 14' 63' | Report  | Tries: Manoa Vosawai 55' Luke McLean 57' Conv: Kristopher Burton Penais: Kristopher Burton 17' | Público: 8,746 Árbitro: Neil Paterson |  |

| 14 outubro, 2012 | Stade Toulousain                                                      | 23 - 9 | Leicester Tigers               | Stadium Municipal, Toulouse          |  |
|                  | Tries: Gaël Fickou 37' Penais: Luke McAlister 17' 26' 47' 54' 57' 61' | Report | Penais: Toby Flood 14' 22' 34' | Público: 28,000 Árbitro: Nigel Owens |  |

| 20 outubro, 2012 | Benetton Treviso                                    | 21 - 33 | Stade Toulousain | Stadio Comunale di Monigo, Treviso      |  |
|                  | Penais: Kristopher Burton 2' 9' 11' 14' 24' 33' 46' | Report  | Tries: Try Penal 53' Louis Picamoles 58' Vincent Clerc 63' Conv: Luke McAlister Penais: Luke McAlister 6' 20' 30' 43' | Público: 5,000 Árbitro: Leighton Hodges |  |

| 21 outubro, 2012 | Leicester Tigers                                                                                                  | 39 – 22 | Ospreys                                                                      | Welford Road , Leicester              |  |
|                  | Tries: Manu Tuilagi 31' 79' Toby Flood 70' Ben Youngs 75' Conv: Toby Flood Penais: Toby Flood 28' 44' 49' 52' 66' | Report  | Tries: Ryan Jones 1' Conv: Dan Biggar Penais: Dan Biggar 10' 41' 57' 61' 72' | Público: 20,224 Árbitro: Romain Poite |  |

| 8 dezembro, 2012 | Leicester Tigers                                                                            | 33–25  | Benetton Treviso | Welford Road, Leicester                |  |
|                  | Tries: Penal try 16' Manu Tuilagi 24' Julian Salvi 29' 38' Matt Smith 55' Conv: George Ford | Report | Tries: Dean Budd 31' Lorenzo Cittadini 45' Christian Loamanu 64' Conv: Alberto Di Bernardo Penais: Alberto Di Bernardo 61' 68' | Público: 18,432 Árbitro: George Clancy |  |

| 8 dezembro, 2012 | Stade Toulousain | 30–14  | Ospreys                                                                      | Stade Ernest Wallon, Toulouse          |  |
|                  | Tries: Florian Fritz 7' Yannick Nyanga 15' Vincent Clerc 55' Census Johnston 62' Yoann Huget 74' Conv: Luke McAlister Penais: Jean-Marc Doussain 80' | Report | Tries: Kahn Fotuali'i 32' Ryan Bevington 77' Conv: Dan Biggar Matthew Morgan | Público: 17,865 Árbitro: Alain Rolland |  |

| 15 dezembro, 2012 | Benetton Treviso                                                                   | 13–14  | Leicester Tigers                                           | Stadio Comunale di Monigo, Treviso    |  |
|                   | Tries: Try Penal 27' Conv: Alberto Di Bernardo Penais: Alberto Di Bernardo 35' 45' | Report | Tries: Adam Thompstone 12' Try Penal 77' Conv: George Ford | Público: 3,500 Árbitro: Alain Rolland |  |

| 15 dezembro, 2012 | Ospreys                                                                  | 17–6   | Stade Toulousain                                            | Liberty Stadium, Swansea               |  |
|                   | Tries: Eli Walker 61' Penais: Dan Biggar 2' 33' 69' Drop: Dan Biggar 20' | Report | Penais: Jean-Marc Doussain 27' Drop: Jean-Marc Doussain 40' | Público: 10,110 Árbitro: George Clancy |  |

| 13 janeiro, 2013 | Ospreys                                                                            | 15–15  | Leicester Tigers                                                               | Liberty Stadium, Swansea            |  |
|                  | Tries: Joe Bearman 31' Jonathan Spratt 75' Conv: Dan Biggar Penais: Dan Biggar 28' | Report | Tries: Ben Youngs 67' Niall Morris 72' Conv: Toby Flood Penais: Toby Flood 38' | Público: 13,126 Árbitro: John Lacey |  |

| 13 janeiro, 2013 | Stade Toulousain | 35–14  | Benetton Treviso                                             | Stade Ernest Wallon, Toulouse |  |
|                  | Tries: Gary Botha 6' Patricio Albacete 29' Vincent Clerc 44' Florian Fritz 61' Yoann Huget 80' Conv: Luke McAlister | Report | Tries: Tommaso Benvenuti 10' Penais: Tobias Botes 3' 20' 39' | Árbitro: Wayne Barnes         |  |

| 20 janeiro, 2013 | Benetton Treviso                                                                                        | 17–14 | Ospreys                                                              | Stadio Comunale di Monigo, Treviso |  |
|                  | Tries: Alessandro Zanni 74' Andrea Pratichetti 79' Conv: Kristopher Burton Penais: Kristopher Burton 4' |       | Tries: Tom Isaacs 58' Penais: Dan Biggar 8' 14' Drop: Dan Biggar 47' | Árbitro: Greg Garner               |  |

| 20 janeiro, 2013 | Leicester Tigers              | 9 – 5 | Stade Toulousain       | Welford Road, Leicester |  |
|                  | Penais: Toby Flood 6' 31' 38' |       | Tries: Yoann Huget 48' | Árbitro: George Clancy  |  |

Classificação
| Time             | J | V | E | D | P+  | P-  | P+/- | T+ | T- | 4+ | 7- | Pts |
| ---------------- | - | - | - | - | --- | --- | ---- | -- | -- | -- | -- | --- |
| Leicester Tigers | 6 | 4 | 1 | 1 | 119 | 103 | +16  | 13 | 9  | 2  | 0  | 20  |
| Stade Toulousain | 6 | 4 | 0 | 2 | 132 | 84  | +48  | 15 | 4  | 2  | 1  | 19  |
| Ospreys          | 6 | 2 | 1 | 3 | 120 | 124 | −4   | 11 | 15 | 1  | 1  | 12  |
| Benetton Treviso | 6 | 1 | 0 | 5 | 107 | 167 | −60  | 9  | 20 | 0  | 1  | 5   |

### Grupo 3
| 13 outubro, 2012 | Harlequin F.C. | 40 - 13 | Biarritz Olympique                                                                  | The Twickenham Stoop, Londres          |  |
|                  | Tries: Danny Care 6' Rob Buchanan 44' Jordan Turner-Hall 67' Seb Stegmann 78' Conv: Nick Evans 28' Ben Botica Penais: Ben Botica 18' 31' 51' 64' | Report  | Tries: Arnaud Héguy 23' Conv: Julien Peyrelongue Penais: Julien Peyrelongue 14' 28' | Público: 13,815 Árbitro: George Clancy |  |

| 13 outubro, 2012 | Zebre Rugby                                                                     | 10 - 19 | Connacht Rugby                                                           | Stadio XXV Aprile, Parma                |  |
|                  | Tries: Filippo Ferrarini 72' Conv: Daniel Halangahu Penais: Daniel Halangahu 7' | Report  | Tries: John Muldoon 62' Conv: Dan Parks Penais: Dan Parks 4' 17' 40' 60' | Público: 1,800 Árbitro: Leighton Hodges |  |

| 20 outubro, 2012 | Biarritz Olympique | 38 – 17 | Zebre Rugby                                                                           | Parc des Sports Aguiléra, Biarritz      |  |
|                  | Tries: Fabien Barcella 4' Yann Lesgourgues 10' 52' Takudzwa Ngwenya 17' Pelu Taele 45' Arnaud Héguy 59' Conv: Jean-Pascal Barraque Julien Peyrelongue | Report  | Tries: Dries van Schalkwyk 76' Penais: Daniel Halangahu 7' 24' 48' Gonzalo Garcia 29' | Público: 7,182 Árbitro: Dudley Phillips |  |

| 20 outubro, 2012 | Connacht Rugby                                                                | 22 – 30 | Harlequin F.C.                                                                       | The Sportsground, Galway              |  |
|                  | Tries: Dave McSharry 6' Conv: Dan Parks Penais: Dan Parks 10' 17' 25' 27' 44' | Report  | Tries: Danny Care 30' 37' Conv: Ben Botica Penais: Ben Botica 4' 10' 15' 40' 55' 63' | Público: 8,199 Árbitro: Jérôme Garcès |  |

| 7 dezembro, 2012 | Connacht Rugby                                                                                   | 22 – 14 | Biarritz Olympique                                                 | The Sportsground, Galway |  |
|                  | Tries: Fetu'u Vainikolo 5' Conv: Dan Parks Penais: Dan Parks 46' 51' 77' Drop: Dan Parks 23' 72' | Report  | Tries: Imanol Harinordoquy 80' Penais: Dimitri Yachvili 2' 19' 38' | Árbitro: Greg Garner     |  |

| 8 dezembro, 2012 | Zebre Rugby                                                         | 14 – 57 | Harlequin F.C. | Stadio XXV Aprile, Parma              |  |
|                  | Tries: Leonardo Sarto 36' Alberto Chillon 74' Conv: Luciano Orquera | Report  | Tries: Sam Smith 26' 33' Nick Easter 42' Penal Try 56' 63' Matt Hopper 58' Rob Buchanan 70' Ben Botica 75' Conv: Nick Evans Ben Botica Penais: Nick Evans 25' | Público: 1,600 Árbitro: Neil Paterson |  |

| 14 dezembro, 2012 | Biarritz Olympique                                                                             | 17 – 0 | Connacht Rugby | Parc des Sports Aguiléra, Biarritz      |  |
|                   | Tries: Iain Balshaw 30' Seremaïa Burotu 79' Conv: Dimitri Yachvili Penais: Dimitri Yachvili 2' | Report |                | Público: 6,231 Árbitro: Leighton Hodges |  |

| 15 dezembro, 2012 | Harlequin F.C. | 53 – 5 | Zebre Rugby                 | The Twickenham Stoop, London            |  |
|                   | Tries: Tom Casson 8' Penalty Try 37' Ben Botica 42' Nick Easter 50' Sam Smith 57' Danny Care 64' Karl Dickson 75' Conv: Nick Evans Penais: Nick Evans 3' 31' | Report | Tries: Ruggero Trevisan 26' | Público: 12,036 Árbitro: Mathieu Raynal |  |

| 12 janeiro, 2013 | Harlequin F.C. | 47–8   | Connacht Rugby                                        | Twickenham Stoop, Londres              |  |
|                  | Tries: Penal Try 34' Tom Williams 41' 52' Ugo Monye 64' George Lowe 78' Ben Botica 80' Conv: Nick Evans Ben Botica Penais: Nick Evans 8' 13' 39' | Report | Tries: Johnny O'Connor 62' Penais: Matthew Jarvis 10' | Público: 13,270 Árbitro: Neil Paterson |  |

| 12 janeiro, 2013 | Zebre Rugby                     | 6–32   | Biarritz Olympique | Stadio XXV Aprile, Parma                 |  |
|                  | Penais: Luciano Orquera 12' 16' | Report | Tries: Benoît Baby 7' Marcelo Bosch 31' 56' Seremaïa Burotu 75' Conv: Dimitri Yachvili Penais: Dimitri Yachvili 6' 11' | Público: 1,200 Árbitro: Peter Fitzgibbon |  |

| 18 janeiro, 2013 | Biarritz Olympique                   | 9 – 16 | Harlequin F.C.                                                       | Parc des Sports Aguiléra, Biarritz |  |
|                  | Penais: Dimitri Yachvili 11' 45' 53' | Report | Tries: Tom Guest 29' Conv: Nick Evans Penais: Nick Evans 16' 56' 73' | Público: 7,897 Árbitro: John Lacey |  |

| 18 janeiro, 2013 | Connacht Rugby                                                                                 | 25 – 20 | Zebre Rugby                                                              | The Sportsground, Galway               |  |
|                  | Tries: Penal try 45' Conv: Dan Parks Penais: Dan Parks 10' 15' 33' 71' Drop: Dan Parks 24' 74' | Report  | Tries: Ruggero Trevisan 59' Penais: Daniel Halangahu 12' 27' 49' 51' 69' | Público: 5,803 Árbitro: Pascal Gaüzère |  |

Classificação
| Time               | J | V | E | D | P+  | P-  | P+/- | T+ | T- | 4+ | 7- | Pts |
| ------------------ | - | - | - | - | --- | --- | ---- | -- | -- | -- | -- | --- |
| Harlequin F.C.     | 6 | 6 | 0 | 0 | 243 | 71  | +172 | 28 | 6  | 4  | 0  | 28  |
| Biarritz Olympique | 6 | 3 | 0 | 3 | 123 | 101 | +22  | 14 | 7  | 2  | 1  | 15  |
| Connacht Rugby     | 6 | 3 | 0 | 3 | 96  | 138 | −42  | 5  | 13 | 0  | 0  | 12  |
| Zebre Rugby        | 6 | 0 | 0 | 6 | 72  | 224 | −152 | 6  | 27 | 0  | 1  | 1   |

### Grupo 4
| 12 outubro, 2012 | Ulster Rugby | 41 - 17 | Castres Olympique                                                                     | Ravenhill, Belfast                    |  |
|                  | Tries: Andrew Trimble 8' Paul Marshall 21' 42' Ruan Pienaar 80' Conv: Patrick Jackson Penais: Patrick Jackson 7' 16' 36' 45' 60' | Report  | Tries: Marc Andreu 32' Marcel Garvey 51' Conv: Romain Teulet Penais: Romain Teulet 4' | Público: 11,451 Árbitro: Andrew Small |  |

| 14 outubro, 2012 | Northampton Saints                                                                             | 24 - 15 | Glasgow Rugby                                                                     | Franklin's Gardens, Northampton       |  |
|                  | Tries: George Pisi 36' 40' Stephen Myler 43' Vasily Artemyev 70' Conv: Stephen Myler Ryan Lamb | Report  | Tries: Josh Strauss 24' Sean Lamont 28' Conv: Peter Horne Penais: Peter Horne 18' | Público: 12,115 Árbitro: Romain Poite |  |

| 19 outubro, 2012 | Castres Olympique | 21 - 16 | Northampton Saints                                                               | Stade Ernest-Wallon, Toulouse          |  |
|                  | Tries: Paul Bonnefond 7' Antonie Claassen 51' Conv: Romain Teulet Penais: Romain Teulet 14' Rory Kockott 32' Drop: Rémi Talès 61' | Report  | Tries: George Pisi 59' Conv: Stephen Myler 59' Penais: Stephen Myler 16' 23' 72' | Público: 11,425 Árbitro: Alain Rolland |  |

| 19 outubro, 2012 | Glasgow Rugby                                      | 8 - 19 | Ulster Rugby                                                                         | Scotstoun Stadium, Glasgow             |  |
|                  | Tries: Nikola Matawalu 77' Penais: Peter Horne 20' | Report | Tries: Chris Henry 60' Conv: Patrick Jackson Penais: Patrick Jackson 23' 27' 63' 75' | Público: 6,194 Árbitro: Mathieu Raynal |  |

| 7 dezembro, 2012 | Glasgow Rugby               | 6 – 9  | Castres Olympique                | Scotstoun Stadium, Glasgow           |  |
|                  | Penais: Scott Wight 12' 22' | Report | Penais: Rory Kockott 20' 36' 57' | Público: 3,348 Árbitro: Wayne Barnes |  |

| 7 dezembro, 2012 | Northampton Saints        | 6 – 25 | Ulster Rugby | Franklin's Gardens, Northampton        |  |
|                  | Penais: Ryan Lamb 20' 40' | Report | Tries: Andrew Trimble 9' Tommy Bowe 33' Jared Payne 44' Dan Tuohy 78' Conv: Patrick Jackson Penais: Patrick Jackson 23' | Público: 13,475 Árbitro: Jérome Garces |  |

| 15 dezembro, 2012 | Ulster Rugby                        | 9 – 10 | Northampton Saints                                                           | Ravenhill, Belfast                   |  |
|                   | Penais: Patrick Jackson 30' 38' 42' | Report | Tries: Gerrit-Jan van Velze 17' Conv: Stephen Myler Penais: Stephen Myler 6' | Público: 10,977 Árbitro: Nigel Owens |  |

| 16 dezembro, 2012 | Castres Olympique                                                              | 10 – 8 | Glasgow Rugby                                  | Stade Pierre-Antoine, Castres        |  |
|                   | Tries: Yannick Caballero 73' Conv: Daniel Kirkpatrick Penais: Romain Teulet 5' | Report | Tries: John Barclay 38' Penais: Peter Horne 1' | Público: 8,224 Árbitro: Andrew Small |  |

| 11 janeiro, 2013 | Northampton Saints                                      | 18–12  | Castres Olympique                    | Franklin's Gardens, Northampton        |  |
|                  | Penais: Stephen Myler 19' 30' 50' Ryan Lamb 65' 71' 78' | Report | Penais: Rory Kockott 16' 33' 68' 80' | Público: 11,891 Árbitro: George Clancy |  |

| 11 janeiro, 2013 | Ulster Rugby                                                                                            | 23–6   | Glasgow Rugby               | Ravenhill, Belfast                      |  |
|                  | Tries: Nick Williams 19' Jared Payne 73' Darren Cave 78' Conv: Ruan Pienaar Penais: Ruan Pienaar 6' 62' | Report | Penais: Duncan Weir 48' 55' | Público: 10,940 Árbitro: Pascal Gaüzère |  |

| 19 janeiro, 2013 | Castres Olympique                               | 8 – 9  | Ulster Rugby                     | Stade Pierre, Castres                               |  |
|                  | Tries: Rémi Lamerat 8' Penais: Rory Kockott 18' | Report | Penais: Ruan Pienaar 11' 35' 63' | Público: 7,632 · Árbitro: Nigel Owens País de Gales |  |

| 19 janeiro, 2013 | Glasgow Rugby | 27 – 20 | Northampton Saints                                                                                      | Scotstoun Stadium, Glasgow              |  |
|                  | Tries: Josh Strauss 46' Nikola Matawalu 66' Peter Horne 80' Conv: Scott Wight Peter Horne Penais: Ruaridh Jackson 1' 11' | Report  | Tries: Dominic Waldouck 30' George Pisi 58' Ben Foden 71' Conv: Stephen Myler Penais: Stephen Myler 13' | Público: 4,193 Árbitro: Leighton Hodges |  |

Classificação
| Time               | J | V | E | D | P+  | P-  | P+/- | T+ | T- | 4+ | 7- | Pts |
| ------------------ | - | - | - | - | --- | --- | ---- | -- | -- | -- | -- | --- |
| Ulster Rugby       | 6 | 5 | 0 | 1 | 126 | 55  | +71  | 12 | 5  | 2  | 1  | 23  |
| Northampton Saints | 6 | 3 | 0 | 3 | 94  | 109 | −15  | 9  | 11 | 1  | 2  | 15  |
| Castres Olympique  | 6 | 3 | 0 | 3 | 77  | 98  | −21  | 6  | 6  | 0  | 2  | 14  |
| Glasgow Rugby      | 6 | 1 | 0 | 5 | 70  | 105 | −35  | 7  | 12 | 0  | 2  | 6   |

### Grupo 5
| 13 outubro, 2012 | Clermont | 49 - 16 | Llanelli Scarlets                                                                                         | Parc des Sports Marcel Michelin, Clermont-Ferrand |  |
|                  | Tries: Sitiveni Sivivatu 31' Try Penal 41' Lee Byrne 47' Damien Chouly 53' Julien Bonnaire 70' Napolioni Nalaga 79' Conv: Morgan Parra Brock James Penais: Morgan Parra 7' 16' 38' | Report  | Tries: Jonathan Davies 3' Conv: Rhys Priestland Penais: Rhys Priestland 19' 46' Drop: Rhys Priestland 21' | Público: 17,520 Árbitro: Peter Fitzgibbon         |  |

| 13 outubro, 2012 | Leinster Rugby                      | 9 - 6  | Exeter Chiefs                   | RDS Arena, Dublin                       |  |
|                  | Penais: Jonathan Sexton 10' 53' 73' | Report | Penais: Gareth Steenson 39' 64' | Público: 18,500 Árbitro: Pascal Gaüzère |  |

| 20 outubro, 2012 | Exeter Chiefs                         | 12 - 46 | Clermont | Sandy Park Stadium, Exeter         |  |
|                  | Penais: Gareth Steenson 2' 9' 25' 31' | Report  | Tries: Napolioni Nalaga 17' 80' Wesley Fofana 48' 73' Julien Bonnaire 51' Sitiveni Sivivatu 71' Conv: Morgan Parra David Skrela Penais: Morgan Parra 36' 45' | Público: 9,819 Árbitro: John Lacey |  |

| 20 outubro, 2012 | Llanelli Scarlets                                                             | 13 - 20 | Leinster Rugby                                                                         | Parc y Scarlets, Llanelli           |  |
|                  | Tries: Gareth Maule 53' Conv: Rhys Priestland Penais: Rhys Priestland 47' 74' | Report  | Tries: Isa Nacewa 10' Penais: Jonathan Sexton 1' 19' 57' 72' Drop: Jonathan Sexton 43' | Público: 9,555 Árbitro: Greg Garner |  |

| 8 dezembro, 2012 | Llanelli Scarlets                                                                     | 16 – 22 | Exeter Chiefs                                                                            | Parc y Scarlets, Llanelli              |  |
|                  | Tries: Penal Try 66' Conv: Aled Thomas Penais: Rhys Priestland 7' 30' Aled Thomas 55' | Report  | Tries: Haydn Thomas 4' Conv: Gareth Steenson Penais: Gareth Steenson 11' 22' 35' 48' 58' | Público: 7,512 Árbitro: Mathieu Raynal |  |

| 9 dezembro, 2012 | Clermont                                                  | 15 – 12 | Leinster Rugby                         | Stade Marcel Michelin, Clermont-Ferrand |  |
|                  | Penais: Morgan Parra 3' 18' 23' 34' Drop: Brock James 39' | Report  | Penais: Jonathan Sexton 6' 27' 32' 53' | Público: 17,760 Árbitro: Nigel Owens    |  |

| 15 dezembro, 2012 | Exeter Chiefs | 30 – 20 | Llanelli Scarlets                                                                     | Sandy Park Stadium, Exeter                    |  |
|                   | Tries: Ian Whitten 3' Simon Alcott 15' James Scaysbrook 78' Conv: Gareth Steenson Penais: Gareth Steenson 7' 39' 61' | Report  | Tries: Ken Owens 34' Scott Williams 42' Conv: Aled Thomas Penais: Aled Thomas 10' 24' | Público: 9,258 Árbitro: Romain Poite (France) |  |

| 15 dezembro, 2012 | Leinster Rugby                                                                                          | 21 – 28 | Clermont                                                                                    | Aviva Stadium, Dublin                 |  |
|                   | Tries: Shane Jennings 65' Fergus McFadden 78' Conv: Jonathan Sexton Penais: Jonathan Sexton 17' 25' 46' | Report  | Tries: Wesley Fofana 34' Conv: Morgan Parra Penais: Morgan Parra 7' 19' 31' 43' 51' 62' 69' | Público: 48,964 Árbitro: Wayne Barnes |  |

| 12 janeiro, 2013 | Clermont | 46 – 3 | Exeter Chiefs               | Stade Marcel Michelin, Clermont-Ferrand |  |
|                  | Tries: Wesley Fofana 12' Jean-Marcel Buttin 21' 73' Damien Chouly 60' David Skrela 69' Napolioni Nalaga 79' Conv: Morgan Parra David Skrela Penais: Morgan Parra 11' 16' | Report | Penais: Gareth Steenson 24' | Público: 17,666 Árbitro: Nigel Owens    |  |

| 12 janeiro, 2013 | Leinster Rugby | 33 – 14 | Llanelli Scarlets                                                           | RDS Arena, Dublin                      |  |
|                  | Tries: Cian Healy 7' Shane Jennings 23' Luke Fitzgerald 32' Rob Kearney 43' Ian Madigan 79' Conv: Jonathan Sexton Ian Madigan | Report  | Tries: Liam Williams 40' Penais: Aled Thomas 3' 57' Drop: Liam Williams 11' | Público: 18,200 Árbitro: Jérôme Garcès |  |

| 19 janeiro, 2013 | Exeter Chiefs                                                                             | 20 – 29 | Leinster Rugby | Sandy Park, Exeter                    |  |
|                  | Tries: Neil Clark 16' Penal try 32' Conv: Gareth Steenson Penais: Gareth Steenson 39' 69' | Report  | Tries: Gordon D'Arcy 3' Rob Kearney 27' Brian O'Driscoll 44' Jamie Heaslip 52' Conv: Jonathan Sexton Penais: Jonathan Sexton 74' | Público: 10,198 Árbitro: Romain Poite |  |

| 19 janeiro, 2013 | Llanelli Scarlets | 0 – 29 | Clermont | Parc y Scarlets, Llanelli             |  |
|                  |                   | Report | Tries: Napolioni Nalaga 6' Morgan Parra 16' Benson Stanley 36' Aurélien Rougerie 65' Conv: Morgan Parra David Skrela Penais: Morgan Parra 9' | Público: 7,167 Árbitro: Neil Paterson |  |

Classificação
| Time              | J | V | E | D | P+  | P-  | P+/- | T+ | T- | 4+ | 7- | Pts |
| ----------------- | - | - | - | - | --- | --- | ---- | -- | -- | -- | -- | --- |
| Clermont          | 6 | 6 | 0 | 0 | 213 | 64  | +149 | 23 | 3  | 4  | 0  | 28  |
| Leinster Rugby    | 6 | 4 | 0 | 2 | 124 | 96  | +28  | 12 | 5  | 2  | 2  | 20  |
| Exeter Chiefs     | 6 | 2 | 0 | 4 | 93  | 166 | −73  | 6  | 19 | 0  | 1  | 9   |
| Llanelli Scarlets | 6 | 0 | 0 | 6 | 79  | 183 | −104 | 6  | 20 | 0  | 2  | 2   |

### Grupo 6
| 14 outubro, 2012 | Sale Sharks | 34 - 33 | Cardiff Blues                                                                                 | Salford City Stadium, Salford         |  |
|                  | Tries: Danny Cipriani 55' Mark Jennings 63' Tony Buckley 74' Conv: Rob Miller Penais: Nick Macleod 12' 26' 36' 40' Rob Miller 77' | Report  | Tries: Alex Cuthbert 15' 18' 37' Conv: Leigh Halfpenny Penais: Leigh Halfpenny 2' 45' 59' 78' | Público: 5,853 Árbitro: Jérôme Garcès |  |

| 14 outubro, 2012 | Toulon | 37 - 16 | Montpellier                                                                                           | Stade Félix Mayol, Toulon             |  |
|                  | Tries: Pierrick Gunther 15' Bakkies Botha 30' Delon Armitage 45' 65' Mathieu Bastareaud 77' Conv: Jonny Wilkinson Matt Giteau Penais: Jonny Wilkinson 9' 37' | Report  | Tries: Mamuka Gorgodze 71' Conv: Benoît Paillaugue Penais: Ilian Perraux 7' 44' Benoît Paillaugue 60' | Público: 12,547 Árbitro: Wayne Barnes |  |

| 21 outubro, 2012 | Cardiff Blues                                                 | 14–22  | Toulon                                                                                        | Arms Park, Cardiff                    |  |
|                  | Tries: Leigh Halfpenny 1' Penais: Leigh Halfpenny 38' 61' 73' | Report | Tries: Steffon Armitage 63' Conv: Jonny Wilkinson Penais: Jonny Wilkinson 10' 14' 41' 55' 75' | Público: 9,624 Árbitro: George Clancy |  |

| 21 outubro, 2012 | Montpellier | 33–18  | Sale Sharks                                                                        | Estádio Yves-du-Manoir, Montpellier    |  |
|                  | Tries: François Trinh-Duc 49' Timoci Nagusa 55' Julien Tomas 59' Conv: Bustos Moyano Penais: Bustos Moyano 6' 14' 20' 34' | Report | Tries: Mark Cueto 3' Richie Vernon 74' Conv: Rob Miller Penais: Rob Miller 26' 43' | Público: 10,414 Árbitro: Neil Paterson |  |

| 8 dezembro, 2012 | Sale Sharks                   | 6 – 17 | Toulon                                                         | Salford City Stadium, Salford           |  |
|                  | Penais: Danny Cipriani 7' 33' | Report | Tries: David Smith 29' Penais: Jonny Wilkinson 16' 36' 51' 75' | Público: 9,154 Árbitro: Leighton Hodges |  |

| 9 dezembro, 2012 | Cardiff Blues                                                            | 24 – 35 | Montpellier | Cardiff Arms Park, Cardiff         |  |
|                  | Penais: Rhys Patchell 2' 12' 22' 34' 42' 68' 70' Drop: Rhys Patchell 27' | Report  | Tries: Yoan Audrin 30' Mamuka Gorgodze 64' Timoci Nagusa 78' Conv: Benoît Paillaugue Penais: Benoît Paillaugue 9' 15' 25' 38' 63' 73' | Público: 6,014 Árbitro: John Lacey |  |

| 15 dezembro, 2012 | Montpellier | 34 – 21 | Cardiff Blues                                                                                   | Estádio Yves-du-Manoir, Montpellier  |  |
|                   | Tries: Timoci Nagusa 15' Rassie van Vuuren 26' Yoan Audrin 41' Johnnie Beattie 56' Conv: Martín Bustos Moyano Penais: Martín Bustos Moyano 7' 73' | Report  | Tries: Sam Warburton 4' Alex Cuthbert 51' Conv: Rhys Patchell Penais: Rhys Patchell 10' 60' 67' | Público: 11,209 Árbitro: Greg Garner |  |

| 16 dezembro, 2012 | Toulon | 62 – 0 | Sale Sharks | Stade Félix Mayol, Toulon           |  |
|                   | Tries: Jean-Charles Orioli 30' Frédéric Michalak 36' Joe van Niekerk 45' 66' Davit Kubriashvili 50' Steffon Armitage 57' Delon Armitage 61' Rudi Wulf 74' David Smith 79' Conv: Frédéric Michalak Jonny Wilkinson Penais: Frédéric Michalak 5' | Report |             | Público: 13,935 Árbitro: John Lacey |  |

| 11 janeiro, 2013 | Sale Sharks                    | 6 – 27 | Montpellier | Salford City Stadium, Salford           |  |
|                  | Penais: Danny Cipriani 16' 36' | Report | Tries: Yohann Artru 9' Johnnie Beattie 32' Pierre Berard 48' Penal Try 77' Conv: Benoît Paillaugue Éric Escande Penais: Benoît Paillaugue 46' | Público: 6,088 Árbitro: Leighton Hodges |  |

| 12 janeiro, 2013 | Toulon | 45 – 25 | Cardiff Blues | Stade Félix Mayol, Toulon         |  |
|                  | Tries: Rudi Wulf 20' Xavier Chiocci 26' Jean-Charles Orioli 35' Maxime Mermoz 42' Alexis Palisson 48' Mathieu Bastareaud 53' Florian Fresia 62' Conv: Jonny Wilkinson Matt Giteau | Report  | Tries: Leigh Halfpenny 17' 80' Alex Cuthbert 65' Dafydd Hewitt 78' Conv: Leigh Halfpenny Penais: Leigh Halfpenny 1' | Público: 13,509 Árbitro: JP Doyle |  |

| 19 janeiro, 2013 | Cardiff Blues                                                                                                | 26 – 14 | Sale Sharks                                              | Arms Park]], Cardiff                     |  |
|                  | Tries: Lloyd Williams 44' Michael Paterson 73' Conv: Leigh Halfpenny Penais: Leigh Halfpenny 10' 25' 32' 80' | Report  | Tries: Tommy Taylor 3' Aston Croall 41' Conv: Rob Miller | Público: 7,473 Árbitro: Peter Fitzgibbon |  |

| 19 janeiro, 2013 | Montpellier                                                                                                   | 23 – 3 | Toulon                     | Estádio Yves-du-Manoir, Montpellier    |  |
|                  | Tries: Thomas Combezou 8' Benoît Paillaugue 46' Conv: Benoît Paillaugue Penais: Benoît Paillaugue 15' 19' 22' | Report | Penais: Jonny Wilkinson 4' | Público: 14,370 Árbitro: Alain Rolland |  |

Classificação
| Time          | J | V | E | D | P+  | P-  | P+/- | T+ | T- | 4+ | 7- | Pts |
| ------------- | - | - | - | - | --- | --- | ---- | -- | -- | -- | -- | --- |
| Toulon        | 6 | 5 | 0 | 1 | 186 | 84  | +102 | 23 | 8  | 3  | 0  | 23  |
| Montpellier   | 6 | 5 | 0 | 1 | 168 | 109 | +59  | 17 | 9  | 2  | 0  | 22  |
| Cardiff Blues | 6 | 1 | 0 | 5 | 143 | 184 | −41  | 12 | 20 | 1  | 1  | 6   |
| Sale Sharks   | 6 | 1 | 0 | 5 | 78  | 198 | −120 | 7  | 22 | 0  | 0  | 4   |

### Atribuição de lugares
| Vaga | Vencedores         | Pts | TF | +/−  |
| ---- | ------------------ | --- | -- | ---- |
| 1    | Harlequin F.C.     | 28  | 28 | +172 |
| 2    | Clermont           | 28  | 23 | +149 |
| 3    | Toulon             | 23  | 23 | +102 |
| 4    | Saracens           | 23  | 15 | +104 |
| 5    | Ulster Rugby       | 23  | 12 | +71  |
| 6    | Leicester Tigers   | 20  | 13 | +16  |
| Vaga | Segundos           | Pts | TF | +/−  |
| 7    | Montpellier        | 22  | 17 | +59  |
| 8    | Munster Rugby      | 20  | 14 | +60  |
| 5C   | Leinster Rugby     | 20  | 12 | +28  |
| 6C   | Stade Toulousain   | 19  | 15 | +48  |
| 7C   | Biarritz Olympique | 15  | 14 | +22  |
| –    | Northampton Saints | 15  | 9  | −15  |

## Fase Final
|  | Quartas de final                         | Quartas de final                    |                                                 |    | Semifinais | Semifinais |  |  | Final | Final |
|  |                                          |                                     |                                                 |    |            |            |  |  |       |       |
|  | 6 Abril 2013 - Stade Marcel Michelin     |                                     |                                                 |    |            |            |  |  |       |       |
|  |                                          |                                     |                                                 |    |            |            |  |  |       |       |
|  | Clermont                                 | 36                                  |                                                 |    |            |            |  |  |       |       |
|  | Clermont                                 | 36                                  | 27 Abril 2013 - Stade de La Mosson, Montpellier |    |            |            |  |  |       |       |
|  | Montpellier                              | 14                                  |                                                 |    |            |            |  |  |       |       |
|  | Montpellier                              | 14                                  | Clermont                                        | 16 |            |            |  |  |       |       |
|  | 7 Abril 2013 - Twickenham Stoop, Londres |                                     | Clermont                                        | 16 |            |            |  |  |       |       |
|  |                                          | Munster Rugby                       | 10                                              |    |            |            |  |  |       |       |
|  | Harlequin F.C.                           | Munster Rugby                       | 10                                              | 12 |            |            |  |  |       |       |
|  | Harlequin F.C.                           |                                     | 18 de maio de 2013 Aviva Stadium, Dublin        | 12 |            |            |  |  |       |       |
|  | Munster Rugby                            | 18                                  |                                                 |    |            |            |  |  |       |       |
|  | Munster Rugby                            | 18                                  | Clermont                                        | 15 |            |            |  |  |       |       |
|  | 6 Abril 2013 - Twickenham, Londres       |                                     | Clermont                                        | 15 |            |            |  |  |       |       |
|  |                                          | Toulon                              | 16                                              |    |            |            |  |  |       |       |
|  | Saracens                                 | Toulon                              | 16                                              | 27 |            |            |  |  |       |       |
|  | Saracens                                 | 28 Abril 2013 - Twickenham, Londres |                                                 | 27 |            |            |  |  |       |       |
|  | Ulster Rugby                             | 16                                  |                                                 |    |            |            |  |  |       |       |
|  | Ulster Rugby                             | 16                                  | Saracens                                        | 12 |            |            |  |  |       |       |
|  | 7 Abril 2013 - Stade Félix Mayol, Toulon |                                     | Saracens                                        | 12 |            |            |  |  |       |       |
|  |                                          | Toulon                              | 24                                              |    |            |            |  |  |       |       |
|  | Toulon                                   | Toulon                              | 24                                              | 21 |            |            |  |  |       |       |
|  | Toulon                                   |                                     |                                                 | 21 |            |            |  |  |       |       |
|  | Leicester Tigers                         | 15                                  |                                                 |    |            |            |  |  |       |       |
|  | Leicester Tigers                         | 15                                  |                                                 |    |            |            |  |  |       |       |

### Quartas-de-final
| 6 Abril 2013 | Clermont | 36 - 14 | Montpellier                                                   | Stade Marcel Michelin, Clermont-Ferrand |  |
|              | Tries: Wesley Fofana 27' Aurélien Rougerie 32' Sitiveni Sivivatu 52' Lee Byrne 66' Napolioni Nalaga 75' Conv: Morgan Parra David Skrela Penais: Morgan Parra 20' | Report  | Tries: Timoci Nagusa 80' Penais: Benoît Paillaugue 5' 12' 23' | Público: 17,726 Árbitro: Wayne Barnes   |  |

| 6 Abril 2013 | Saracens                                                                                              | 27 – 16 | Ulster Rugby                                                                  | Twickenham, Londres                   |  |
|              | Tries: William Fraser 32' Chris Ashton 62' Conv: Owen Farrell Penais: Owen Farrell 1' 28' 36' 49' 59' | Report  | Tries: Iain Henderson 78' Conv: Ruan Pienaar Penais: Ruan Pienaar 26' 30' 56' | Público: 37,888 Árbitro: Romain Poite |  |

| 7 Abril 2013 | Harlequin F.C.                    | 12 - 18 | Munster Rugby                                | Twickenham Stoop, Londres              |  |
|              | Penais: Nick Evans 3' 18' 28' 65' | Report  | Penais: Ronan O'Gara 24' 33' 42' 46' 48' 56' | Público: 15,000 Árbitro: Jérôme Garcès |  |

| 7 Abril 2013 | Toulon                                                                    | 21 - 15 | Leicester Tigers                       | Stade Félix Mayol, Toulon              |  |
|              | Penais: Jonny Wilkinson 29' 34' 43' 46' 59' 64' Drop: Jonny Wilkinson 79' | Report  | Penais: Toby Flood 10' 14' 18' 57' 65' | Público: 15,263 Árbitro: George Clancy |  |

### Semifinais
| 27 Abril 2013                                                                   |         |                                                                     |                                                                      |
| Clermont                                                                        | 16 - 10 | Munster Rugby                                                       | Stade de La Mosson, Montpellier Público: 31,259 Árbitro: Nigel Owens |
| Tries: Napolioni Nalaga 8' Conv.: Morgan Parra Penais: Morgan Parra 13' 17' 47' | Report  | Tries: Denis Hurley 59' Conv.: Ronan O'Gara Penais: Ronan O'Gara 5' | Stade de La Mosson, Montpellier Público: 31,259 Árbitro: Nigel Owens |

| 28 Abril 2013                      |         |                                                                              |                                                            |
| Saracens                           | 12 - 24 | Toulon                                                                       | Twickenham, Londres Público: 25,584 Árbitro: Alain Rolland |
| Penais: Owen Farrel 2' 21' 34' 49' | Report  | Penais: Jonny Wilkinson 4' 12' 17' 24' 46' 55' 76' Drop: Jonny Wilkinson 73' | Twickenham, Londres Público: 25,584 Árbitro: Alain Rolland |

## Final
| 18 Maio 2013                                                                            |         |                                                                                      |                                                              |
| Clermont                                                                                | 15 - 16 | Toulon                                                                               | Aviva Stadium, Dublin Público: 50,148 Árbitro: Alain Rolland |
| Tries: Napolioni Nalaga 41' Brock James 47' Conv.: Morgan Parra Penais: Morgan Parra 3' |         | Tries: Delon Armitage 63' Conv.: Jonny Wilkinson Penais: Jonny Wilkinson 13' 45' 60' | Aviva Stadium, Dublin Público: 50,148 Árbitro: Alain Rolland |

## Campeão
| Copa Heineken 2012-13                    |
| ---------------------------------------- |
| Rugby Club Toulonnais Toulon (1º título) |